# Gejl (Brodersby)
 For alternative betydninger, se Gejl. (Se også artikler, som begynder med Gejl)
Gejl (dansk) eller Geel (tysk) er en bebyggelse beliggende nord for Sliens Store Bredning i det sydlige Angel i Sydslesvig. Administrativt hører bebyggelsen under Brodersby-Goltoft Kommune i Slesvig-Flensborg kreds i den nordtyske delstat Slesvig-Holsten. Gejl var en selvstændig kommune indtil den blev indlemmet i Brodersby kommune den 1. februar 1974 . I kirkelig henseende hører stedet under Brodersby Sogn. Sognet lå i Slis Herred (Gottorp Amt, Sønderjylland), da området tilhørte Danmark.
Gejl er første gang nævnt 1383. Navnet bruges i jyske dialekter for gyvel. Da denne plante er meget almindelig især på Sønderjyllands sandede landryg er det ikke underlig, at den har givet stedet navn. Stedanvnet kan også henføres til gl.da. gæld (ufrugtbar) med hensyn til for få fiske i Sliens fiskgrunde, måske som gammelt navn på nuværende Gejl Bæk, måske oprindelig en sammensætning af gel- og -holte. Med under Gejl regnes Bregnerød el. Bregnrød (Brekenrude), Gejlbyskov (Geelbyholz), Risbo (Riesbör) og Rojum (på ældre dansk også Røjem og Rødum, på tysk Royum) med Rojumskov.
Vest for landsbyen løber den omtrent 4 km lange Gejlbæk hen mod Slien. Gejl Bæk har sit udspring ved Broholm Skov.